# The Piper at the Gates of Dawn
The Piper at the Gates of Dawn é o álbum de estreia da banda britânica de rock Pink Floyd, lançado em agosto de 1967.
Foi o único álbum da banda que foi feito sob a liderança de Syd Barrett. O álbum tem letras caprichosas sobre bruxas, espantalhos, gnomos, bicicletas e contos de fadas, juntamente com passagens instrumentais de rock psicodélico. É considerado um dos pioneiros do art rock. O álbum foi gravado nos Abbey Road Studios, e foi distribuído em 1967, chegando a ser o 6º mais vendido no Reino Unido e o 131º mais vendido nos Estados Unidos.
The Piper at the Gates of Dawn foi produzido no estúdio Abbey Road, simultaneamente às gravações de outro grande sucesso da indústria fonográfica britânica: o oitavo dos Beatles, Sgt. Pepper’s Lonely Hearts Club Band. O convívio durante esse período acabou proporcionando grande troca de influências musicais entre as duas bandas. Ambos os discos refletem a onda de experimentação que marcou os processos de composição e gravação da época. O álbum é o único registro da liderança do vocalista e compositor Syd Barrett, autor da maior parte das faixas do disco. O consumo excessivo de drogas e o mau comportamento fizeram com que os outros integrantes da banda convidassem o cantor e guitarrista David Gilmour para substituir Barrett.
O título do álbum é baseado no conto infantil O vento nos salgueiros, de Kenneth Grahame, onde o Rato e a Toupeira, enquanto procuram um animal perdido, têm uma experiência religiosa. ("Este é o local do meu sonho, onde eu ouvi a música," segredou o Rato, como se estivesse em transe. "Aqui é o meu local sagrado, se o pudermos encontrar nalgum lado, é aqui"). O flautista (em inglês: piper) é identificado com o deus grego Pan.[carece de fontes?]

## Faixas
Todas as faixas foram escritas por Syd Barrett, exceto onde indicado

### Versão britânica

#### Lado A
| Críticas profissionais        | Críticas profissionais |
| Avaliações da crítica         | Avaliações da crítica  |
| Fonte                         | Avaliação              |
| ----------------------------- | ---------------------- |
| About.com                     | [ 5 ]                  |
| AllMusic                      | [ 6 ]                  |
| The Daily Telegraph           | [ 7 ]                  |
| MusicHound                    | 3.5/5                  |
| NME                           | 9/10                   |
| Paste                         | 9.5/10                 |
| Pitchfork                     | 9.4/10                 |
| Q                             | [ 12 ]                 |
| The Rolling Stone Album Guide | [ 13 ]                 |

1. "Astronomy Domine" – 4:12
2. "Lucifer Sam" – 3:07
3. "Matilda Mother" – 3:03
4. "Flaming" – 2:46
5. "Pow R. Toc H." (Nick Mason, Wright, Roger Waters, Barrett) – 4:26
6. "Take Up Thy Stethoscope and Walk" (Waters) – 3:05

#### Lado B
1. "Interstellar Overdrive" (Barrett, Mason, Waters, Wright) – 9:41
2. "The Gnome" – 2:13
3. "Chapter 24" – 3:42
4. "The Scarecrow" – 2:11
5. "Bike" – 3:21

### Versão norte-americana

#### Lado A
1. "See Emily Play" - 2:53
  - Vocais: Barrett
2. "Pow R. Toc H." (Barrett, Mason, Waters, Wright) – 4:26
3. "Take Up Thy Stethoscope and Walk" (Waters) – 3:05
4. "Lucifer Sam" – 3:07
5. "Matilda Mother" – 3:08

#### Lado B
1. "The Scarecrow" – 2:11
2. "The Gnome" – 2:13
3. "Chapter 24" – 3:42
4. "Interstellar Overdrive" (Barrett, Mason, Waters, Wright) – 9:41

### Versão japonesa
1. "Astronomy Domine" – 4:12
2. "Lucifer Sam" – 3:07
3. "Matilda Mother" – 3:08
4. "Flaming" – 2:46
5. "Pow R. Toc H." (Barrett, Mason, Waters, Wright) – 4:26
6. "Take Up Thy Stethoscope and Walk" (Waters) – 3:05
7. "Interstellar Overdrive" (Barrett, Mason, Waters, Wright) – 9:41
8. "The Gnome" – 2:13
9. "Chapter 24" – 3:42
10. "The Scarecrow" – 2:11
11. "Bike" – 3:21
12. "See Emily Play"(barrett) - 2:53

### Edição comemorativa de 40 anos (2007)
Uma edição comemorativa dos 40 anos de The Piper at the Gates of Dawn foi lançada em 2007. Uma versão com dois CDs, um na versão estéreo e outro na versão original mono, foi lançada no dia 4 de setembro de 2007 e outra versão com três CDs (um em mono, um em estéreo e outro com as músicas gravadas não-lançadas no álbum original) foi lançada no dia 11 de setembro do mesmo ano. A embalagem, cujo design foi elaborado por Storm Thorgerson, tem a forma de um livro com capa de tecido. O conjunto é acompanhado ainda por uma réplica de um caderno de Syd Barrett de doze páginas.

Os discos 1 e 2 contêm o Piper na íntegra em mono (disco 1) e estéreo (disco 2). Ambos foram re-remasterizados por James Guthrie.
O disco 3 contém algumas canções da época do Piper que até então permaneciam guardadas nos estúdios Abbey Road. Entre o material inédito estão tomadas alternativas de "Interstellar Overdrive", uma versão antiga de "Matilda Mother" com letra diferente e uma versão estéreo de "Apples and Oranges".
1. "Arnold Layne" (mix da versão do single; mono) – 2:57
2. "Candy and a Currant Ban" (mix da versão do single; mono) – 2:45
3. "See Emily Play" (mix da versão do single; mono) – 2:54
4. "Apples and Oranges" (mix da versão do single; mono) – 3:05
5. "Paint Box" (mix da versão do single; mono) – 3:45
6. "Interstellar Overdrive" (mix de EP francês; mono) – 5:15
7. "Apples and Oranges" (estéreo) – 3:11
8. "Matilda Mother" (versão antiga com letra diferente; mono) – 3:09
9. "Interstellar Overdrive" (tomada alternativa N°6; mono) – 5:03

- Todas as faixas desse disco são creditadas a Syd Barrett, exceto "Paint Box" (Rick Wright) e "Interstellar Overdrive" (Barrett, Mason, Waters, Wright).

## Ficha técnica
- Syd Barrett - guitarras, vocais, design da parte de trás da capa do LP
- Roger Waters - baixo, vocais
- Richard Wright – órgão, piano, órgão Farfisa, sintetizador, violoncelo, vocais
- Nick Mason - bateria, percussão

### Outros
- Peter Jenner (um dos empresários da banda) - vocalizações no início de "Astronomy Domine"
- Peter Brown - engenheiro de som
- Vic Singh – fotografia da capa
- James Guthrie - remasterização (edição em CD de 1994)